# Округ Саливан (Њујорк)
Округ Саливан (енгл. Sullivan County) је округ у америчкој савезној држави Њујорк. По попису из 2010. године број становника је 77.547.

## Демографија
Према попису становништва из 2010. у округу је живело 77.547 становника, што је 3.581 (4,8%) становника више него 2000. године.
| Група             | 2000.          | 2010.          |
| Белци             | 59.225 (80,1%) | 57.780 (74,5%) |
| Афроамериканци    | 6.292 (8,5%)   | 7.039 (9,1%)   |
| Азијати           | 825 (1,1%)     | 1.075 (1,4%)   |
| Хиспаноамериканци | 6.839 (9,2%)   | 10.554 (13,6%) |
| Укупно            | 73.966         | 77.547         |